# グリゴリー・クリーク
グリゴリー・イワノヴィチ・クリーク（ロシア語: Григо́рий Ива́нович Кули́к, ラテン文字転写: Grigory Ivanovich Kulik, 1890年11月9日 - 1950年8月24日）は、ソビエト連邦の軍人である。第二次世界大戦中にソ連邦元帥になるが、無能の責めを受けて降格され、戦後に自身を含めた将軍たちの待遇に対する不満を漏らしたことがNKVDに盗聴され粛清された。

## 人物・来歴
ロシア帝国（現ウクライナ）のポルタヴァ近郊の村ドゥブニコヴォの農家に生まれる。第一次世界大戦に従軍。1917年にボリシェヴィキに加入し、1918年に赤軍に入隊、ロシア内戦では砲兵隊長を務めた。
1926年に赤軍砲兵総監に就任し、1941年までその職にあった。また、1936年のスペイン内戦にも、スペイン共和国の軍事顧問として派遣され、「クーペル将軍」を名乗った。スターリンに忠実だったクリークは、1930年代にミハイル・トハチェフスキーが提案した赤軍大改革に強硬に反対した。そのためスターリンによる1937年の赤軍大粛清から免れ、1939年には国防担当人民副委員（副国防相）に就任した。1939年9月のポーランド侵攻や同年の冬戦争で砲兵を指揮。無能と評判されていたにもかかわらず、1940年5月にはソ連邦元帥に列せられた。
セミョーン・チモシェンコが進めていた赤軍の機械化・近代化にも反対し、地雷による防御を「弱虫の武器」と蔑んだ。砲兵総監であるクリークのこの姿勢は、大祖国戦争における赤軍の作戦遂行に大きな弊害をもたらした。クリークの自動兵器に対する軽視は、たとえばサブマシンガンを「警官の武器」と評したり、馬車と小銃こそが赤軍の標準装備であるべきという発言に表れていた。彼自身の専門である砲兵についても、「美しい」大砲にこだわって砲兵の進歩を妨げ、ソ連軍の近代化に大きな弊害をもたらしたとされる。
クリークは、砲兵総局長の職務に必要とされるような広範な技術的知識や高い組織運営能力を欠いており、これを補うために次長のゲオルギー・サフチェンコ、ニコライ・ヴォロノフ、ヴラジーミル・グレンダリによる「三頭政治」が敷かれた。後に砲兵総元帥に昇ったヴォロノフは次のように回想している。
クリークは協調性に欠け、独善的で、常に自分の行動に間違いはないと考えている人物だった。彼が何を望み、求めているのか理解しがたいことがしばしばあった。彼は部下を寄せ付けないことが最良の仕事の進め方だと考えており、部下に仕事を割り当てる時には「監獄か、勲章か」というのがお決まりの文句だった。毎朝、彼は多くの部下を呼び付けては非常に漠然と仕事を割り振り、「わかったか？」と脅しつけて退出させた。仕事を命じられた人々は、たいてい私のところにやってきて説明と指示を乞うた。
一方で、1938年には、自動車装甲車両局長ドミトリー・パヴロフ、自動車装甲車両局次長でスターリンの義兄弟であるパーヴェル・アリルーエフ、サフチェンコと共に国防人民委員クリメント・ヴォロシーロフに書簡を送り、軍内の粛清中止を訴えてもいるが、これは受け入れられなかった。
1941年6月にドイツ軍がソ連に侵攻すると、クリークはレニングラード戦線で第54軍の指揮を任された。しかし拙劣な指揮でドイツ軍によるレニングラード包囲を許し、それは1944年まで続くことになる。そのため1942年3月に軍法会議にかけられ、少将に降格された。通常ならこうした場合には銃殺刑が待っていたのだが、スターリンとの良好な関係がクリークの命を救った。1943年4月に第4親衛軍司令官となる。1944年‐1945年、ヴォルガ軍管区で動員局副部長。
この間1943年4月に中将に昇進するも、大戦末期の1945年7月には再び少将に降格となり、戦後ニコライ・ブルガーニンやラヴレンチー・ベリヤが権力を握っていることに対して不平を漏らした事がNKVDに盗聴され1946年に軍を退役させられた後1947年1月11日に逮捕。1950年8月23日に死刑判決を受け、翌8月24日処刑された。満59歳没。1956年、ニキータ・フルシチョフによるスターリン批判後に名誉回復され、ソ連邦元帥に列せられた。